# Флаг-офицер
Флаг-офице́р — должность в русском военно-морском флоте, офицер для поручений, состоявший при флагмане, ведавший сигнальным делом и выполнявший адъютантские обязанности.
Не следует путать значение этого выражение с английской калькой, flag officer, эквивалентной русскоязычному термину «флагман».

## История
На Русском флоте, Флаг-офицер, который соответствовал младшему адъютанту в гвардии и армии, во время плавания заведовал сигнальной частью, и вёл флагманский журнал, а если по штату на корабле их было несколько, то они разделялись на вахты
Флаг-офицер подчинялся и выполнял распоряжения флагмана и флаг-капитана.